# یو-سی کولونسی
یو-سی کولونسی (به انگلیسی: U-Sea Colonsay) یک کشتی است. این کشتی  در سال ۲۰۱۱ ساخته شد.